# Кривогаштани (община)
Кривога́штани (макед. Кривогаштанио файле) — община в Северной Македонии. Расположена на юге центральной части страны. Население составляет 6150 человек (2002 год).
Административный центр — село Кривогаштани.
Площадь территории общины — 93,57 км².
Граничит с общинами Северной Македонии:
- на западе — с общиной Крушево;
- на севере — с общиной Долнени;
- на востоке — с общиной Прилеп;
- на юге — с общиной Могила.

В состав общины входят 13 сёл: Бела-Црква, Боротино, Вогяни, Врбяни, Годивье, Кореница, Кривогаштани, Крушеани, Мирче-Ацев, Обршани, Пашино-Рувци, Подвис и Славей.
Этническая структура населения в общине по переписи населения 2002 года:
- македонцы — 6126 чел.;
- цыгане — 8 чел.;
- сербы — 6 чел.;
- остальные — 10 чел.

По территории общины протекает река Црна.